# 哈維斯特 (阿拉巴馬州)
哈維斯特（英語：Harvest）是一個位於美國阿拉巴馬州麥迪遜縣的非建制地區和人口普查指定地區。根據2010年美國人口普查，該地人口為5281人，而該地的面積約為32.11平方千米。

## 地理
哈維斯特的座標為34°51′10″N 86°44′52″W / 34.85278°N 86.74778°W，而該地最高點為海拔高度254米（即833英尺）。